# LTC Aeolus-Oledo
LTC Aeolus-Oledo is een Nederlandse tennisvereniging in Rotterdam. De vereniging ontstond als Rooms-katholieke tennisvereniging op 4 november 1955.
Op die datum werd de RKLTC Aeolus opgericht door hockeyers van de gelijknamige hockeyclub. Vanaf het begin werd er gespeeld op de huidige locatie. Dit tennispark ging toen onder de naam Nenijto, naar de voormalige locatie aan de Bentincklaan waar tegenwoordig de gelijknamige atletiekbaan van Rotterdam Atletiek is gevestigd. De tennisbanen verhuisden in 1952 naar de Stadhoudersweg en pas in 1975 werd de naam van dit park gewijzigd in Tennispark Blijdorp. Op het complex speelden nog verscheidene andere verenigingen. Met een van deze verenigingen Oledo (Oud-LEerlingen DOminicusschool) fuseerde Aeolus in 1964 tot RKLTC Aeolus-Oledo. In 1972 werd besloten de katholieke signatuur los te laten en het voorvoegsel 'R.K.' te laten verdwijnen.
Op het tennispark heeft de vereniging de beschikking over 19 buitenbanen met verlichting (waarvan 14 smashcourt en 5 gravelbanen). Ook is er een kantine met horecafaciliteiten die grenst aan een indoorhal met 6 hardcourtbanen. Deze hal werd in 1989 geopend. Het park kan het hele jaar door gebruikt worden en is samen met de indoorhal en kantine in particuliere handen.

## Corona
Door de coronamaatregelen van 2020 hanteert Aeolus-Oledo een ledenstop. Het maximum aantal tennisser per baan is bereikt en door de ledenstop kan de veiligheid van de sporters worden gewaarborgd.